# Mutsu
Mutsu (むつ市; Mutsu-shi) és una ciutat del Japó situada a la prefectura d'Aomori. El 2019 tenia 54.721 habitants.